# Pokrutiště
Pokrutiště (rusky Покрутище) je vesnice v Pskovské oblasti v Ruské federaci. 
Nachází se na břehu řeky Veliké (Великая), 17 km jihozápadně od města Pskova (Псков) a 8 km jihovýchodně od obce Tjamša (Тямша). Východně od něj se nachází vesnice Kuzněcovo.

## Obyvatelstvo
Počet obyvatel obce konci roku 2000 – 14 obyvatel, v roce 2010 – 24 osob[zdroj⁠?!].